# Bathyraja cousseauae
Bathyraja cousseauae е вид хрущялна риба от семейство Arhynchobatidae. Видът е почти застрашен от изчезване.

## Разпространение и местообитание
Разпространен е в Аржентина и Фолкландски острови.
Среща се на дълбочина от 119 до 284 m.

## Описание
На дължина достигат до 86 cm.
Популацията на вида е намаляваща.